# Вальттері Боттас
Валтері Боттас (фін. Valtteri Bottas; нар. 28 серпня 1989, Настола, Фінляндія) — фінський автогонщик, пілот команди «Альфа Ромео». Дебютував у Формулі-1 у сезоні 2013 року за команду «Вільямс».

## Спортивна кар'єра
Фін розпочав свою гоночну кар'єру на початку 2000-х років з картингових перегонів. Валтері поступово пройшов усі щаблі подібних змагань, кілька разів виграв чемпіонат Фінляндії в класі Формула-А та Intercontinental A; брав участь у чемпіонатах Європи та світу на подібній техніці.
У 2007 році Боттас уперше пробує себе в гонках формульного типу, сівши за кермо машини дволітрової Формули-Рено. З перших же гонок фін став показувати непогану швидкість і стабільність результатів: у британській серії він виграв три з чотирьох стартів у зимовому чемпіонаті, а в північно-європейському кубку посів третє місце в особистому заліку основної першості. На наступний рік Валтері, набравшись досвіду подібних гонок і вивчивши траси стає чемпіоном північно-європейського кубка, а також дебютує в більш престижному Єврокубку, де стає чемпіоном.
У 2009 році фін перебирається в Формулу-3, підписавши контракт з командою ART Grand Prix. Базовим чемпіонатом стає Євросерія, але також команда заявляється на ряд престижних стартів британської серії, F3 Masters і Гран-прі Макао. В основному чемпіонаті Боттас швидко стає майстром перших гонок, шість разів на десяти спробах реалізувавши стартові позиції в фінішний подіум, але в других гонках результати виявляються не настільки вражаючими: лише чотири рази він потрапляє в очкову зону. Проте загальної стабільності вистачає на непогане для дебютанта третє місце в загальному заліку (спереду виявляються лише Жуль Б'янкі та Крістіан Фіторис, які значно випереджали за результатами весь пелотон по ходу змагального періоду). У червні Валтері зміг виграти престижну гонку в Зандворті: різні помилки конкурентів дозволили йому зайняти поул, а згодом і виграти саму гонку.
Через рік Боттас був одним з фаворитів сезону євросерії, але знову залишився лише третім в особистому заліку. Його випередили два пілоти «Signature Team»: досвідчений Едоардо Мортара, який повернувся в чемпіонат і ровесник Валтері Марко Віттман. Одним з доданків поразки фіна і «ART Grand Prix» стало використання іншої силової установки: Mercedes Боттаса дещо поступався Volkswagen конкурентів. Невеликий реванш було взято в червні, коли Боттас вдруге виграв зандвортський Masters.
У ці ж терміни менеджмент Валтері влаштовує йому перші тести в Формулі-1: Тото Вольфф, викупивши частину акцій «Williams F1», поступово все активніше привертає фіна до тестів команди, поки в 2013 році не знаходить можливість посадити його в кокпіт бойової машини. У 2011 Боттас продовжує брати участь в гонках Формули-3 та в її аналога — серії GP3. В останній, виступаючи за «ART Grand Prix», він у 2011 році стає чемпіоном, серйозно випередивши майже всіх суперників за рівнем стабільності результатів.

## Особисте життя
11 вересня 2016 року Боттас одружився зі своєю дівчиною Емілією Піккарайнен, з якою він зустрічався з 2010 року. Пара одружилася в церкві Святого Йоанна в Гельсінкі. 28 листопада 2019 року Валтері оголосив про своє розлучення з Емілією.
На даний момент Боттас знаходиться у стосунках з австралійською професійною велосипедисткою Тіффані Кромвелл.

## Результати виступів

### Гоночна кар'єра
| Сезон | Серія                            | Команда                          | Перегони        | Перемоги        | Поули           | Н/к             | Подіуми         | Очки            | Місце           |
| ----- | -------------------------------- | -------------------------------- | --------------- | --------------- | --------------- | --------------- | --------------- | --------------- | --------------- |
| 2007  | Formula Renault 2.0 NEC          | Koiranen Bros. Motorsport        | 16              | 2               | 2               | 3               | 6               | 279             | 3               |
| 2007  | Formula Renault UK Winter Series | AKA Cobra                        | 4               | 3               | 0               | 1               | 4               | 0               | НК†             |
| 2008  | Eurocup Formula Renault 2.0      | Motopark Academy                 | 14              | 5               | 7               | 4               | 10              | 139             | 1               |
| 2008  | Formula Renault 2.0 NEC          | Motopark Academy                 | 14              | 12              | 13              | 12              | 12              | 365             | 1               |
| 2009  | Formula 3 Euro Series            | ART Grand Prix                   | 20              | 0               | 2               | 1               | 6               | 62              | 3               |
| 2009  | British Formula 3 Championship   | ART Grand Prix                   | 4               | 0               | 0               | 0               | 1               | N/A             | НК†             |
| 2009  | Masters of Formula 3             | ART Grand Prix                   | 1               | 1               | 1               | 1               | 1               | N/A             | 1               |
| 2009  | Macau Grand Prix                 | ART Grand Prix                   | 1               | 0               | 0               | 0               | 0               | N/A             | 5               |
| 2010  | Formula 3 Euro Series            | ART Grand Prix                   | 18              | 2               | 1               | 4               | 8               | 74              | 3               |
| 2010  | Masters of Formula 3             | ART Grand Prix                   | 1               | 1               | 0               | 0               | 1               | N/A             | 1               |
| 2010  | Macau Grand Prix                 | Prema Powerteam                  | 1               | 0               | 0               | 0               | 1               | N/A             | 3               |
| 2010  | Формула-1                        | AT&T Williams                    | Тест-пілот      | Тест-пілот      | Тест-пілот      | Тест-пілот      | Тест-пілот      | Тест-пілот      | Тест-пілот      |
| 2011  | GP3 Series                       | Lotus ART                        | 16              | 4               | 1               | 3               | 7               | 62              | 1               |
| 2011  | British Formula 3 Championship   | Double R                         | 3               | 1               | 0               | 1               | 1               | 17              | 17              |
| 2011  | Macau Grand Prix                 | Double R                         | 1               | 0               | 0               | 0               | 0               | N/A             | НК              |
| 2011  | Формула-1                        | AT&T Williams                    | Тест-пілот      | Тест-пілот      | Тест-пілот      | Тест-пілот      | Тест-пілот      | Тест-пілот      | Тест-пілот      |
| 2012  | Формула-1                        | Williams F1 Team                 | Резервний пілот | Резервний пілот | Резервний пілот | Резервний пілот | Резервний пілот | Резервний пілот | Резервний пілот |
| 2013  | Формула-1                        | Williams F1 Team                 | 19              | 0               | 0               | 0               | 0               | 4               | 17              |
| 2014  | Формула-1                        | Williams Martini Racing          | 19              | 0               | 0               | 1               | 6               | 186             | 4               |
| 2015  | Формула-1                        | Williams Martini Racing          | 19              | 0               | 0               | 0               | 2               | 136             | 5               |
| 2016  | Формула-1                        | Williams Martini Racing          | 21              | 0               | 0               | 0               | 1               | 85              | 8               |
| 2017  | Формула-1                        | Mercedes-AMG Petronas Motorsport | 20              | 3               | 4               | 2               | 13              | 305             | 3               |
| 2018  | Формула-1                        | Mercedes-AMG Petronas Motorsport | 21              | 0               | 2               | 7               | 8               | 247             | 5               |
| 2019  | Формула-1                        | Mercedes-AMG Petronas Motorsport | 21              | 4               | 5               | 3               | 15              | 326             | 2               |
| 2020  | Формула-1                        | Mercedes-AMG Petronas F1 Team    | 17              | 2               | 5               | 2               | 11              | 223             | 2               |
| 2021  | Формула-1                        | Mercedes-AMG Petronas F1 Team    | 22              | 1               | 4               | 4               | 11              | 226             | 3               |
| 2022  | Формула-1                        | Alfa Romeo F1 Team Orlen         | 22              | 0               | 0               | 0               | 0               | 49              | 10              |
| 2023  | Формула-1                        | Alfa Romeo F1 Team Stake         | 22              | 0               | 0               | 0               | 0               | 10              | 15              |
| 2024  | Формула-1                        | Stake F1 Team Kick Sauber        | 24              | 0               | 0               | 0               | 0               | 0*              | 22*             |

† Боттас брав участь в змаганні за запрошенням, тому йому не нараховувалися очки чемпіонату.

* Сезон триває.

### Результати виступів у Формулі-1
| Приклад                  | Опис                                                              |
| ------------------------ | ----------------------------------------------------------------- |
| 1                        | Переможець                                                        |
| 2                        | Друге місце                                                       |
| 3                        | Третє місце                                                       |
| 5                        | Фінішував у очковій зоні                                          |
| 12                       | Фінішував поза очковою зоною                                      |
| НКЛ                      | Фінішував, але не класифікований                                  |
| Схід                     | Не фінішував і не класифікований                                  |
| НКВ                      | Не кваліфікований                                                 |
| НПКВ                     | Не передкваліфікований                                            |
| ДСК                      | Дискваліфікований                                                 |
| тест                     | Тестер по п'ятницях                                               |
| НС                       | Брав участь у Гран-прі як бойовий пілот, але не стартував у гонці |
| Т                        | Травмований чи хворий                                             |
| Викл                     | Виключений із протоколу                                           |
| Від                      | Відмова від участі                                                |
| НТР                      | Не брав участі в тренуваннях                                      |
| НПР                      | Не прибув на Гран-прі                                             |
| С                        | Гонка скасована                                                   |
|                          | Не брав участі                                                    |
| Жирний шрифт             | Поул-позиція                                                      |
| Курсив                   | Найшвидше коло                                                    |
| Числоу верхньому індексі | Позиція в спринті, що передбачає нарахування очок                 |

| Рік      | Команда                          | Шасі                               | Двигун                               | 1      | 2        | 3        | 4        | 5        | 6        | 7      | 8        | 9        | 10       | 11       | 12       | 13       | 14       | 15       | 16       | 17       | 18       | 19       | 20       | 21       | 22     | 23     | 24       | Місце | Очки |
| -------- | -------------------------------- | ---------------------------------- | ------------------------------------ | ------ | -------- | -------- | -------- | -------- | -------- | ------ | -------- | -------- | -------- | -------- | -------- | -------- | -------- | -------- | -------- | -------- | -------- | -------- | -------- | -------- | ------ | ------ | -------- | ----- | ---- |
| 2012     | Williams F1 Team                 | Williams FW34                      | Renault RS27-2012 2.4 V8             | АВС    | МАЛ тест | КИТ тест | БАХ тест | ІСП тест | МОН      | КАН    | ЄВР тест | ВЕЛ тест | НІМ тест | УГО тест | БЕЛ тест | ІТА тест | СІН      | ЯПО тест | КОР тест | ІНД тест | АБУ тест | США      | БРА тест |          |        |        |          | —     | —    |
| 2013     | Williams F1 Team                 | Williams FW35                      | Renault RS27-2013 2.4 V8             | АВС 14 | МАЛ 11   | КИТ 13   | БАХ 14   | ІСП 16   | МОН 12   | КАН 14 | ВЕЛ 12   | НІМ 16   | УГО Схід | БЕЛ 15   | ІТА 15   | СІН 13   | КОР 12   | ЯПО 17   | ІНД 16   | АБУ 15   | США 8    | БРА Схід |          |          |        |        |          | 17    | 4    |
| 2014     | Williams Martini Racing          | Williams FW36                      | Mercedes PU106A Hybrid 1.6 V6 t      | АВС 5  | МАЛ 8    | БАХ 8    | КИТ 7    | ІСП 5    | МОН Схід | КАН 7  | АВТ 3    | ВЕЛ 2    | НІМ 2    | УГО 8    | БЕЛ 3    | ІТА 4    | СІН 11   | ЯПО 6    | РОС 3    | США 5    | БРА 10   | АБУ 3    |          |          |        |        |          | 4     | 186  |
| 2015     | Williams Martini Racing          | Williams FW37                      | Mercedes PU106B Hybrid 1.6 V6 t      | АВС НС | МАЛ 5    | КИТ 6    | БАХ 4    | ІСП 4    | МОН 14   | КАН 3  | АВТ 5    | ВЕЛ 5    | УГО 13   | БЕЛ 9    | ІТА 4    | СІН 4    | ЯПО 5    | РОС 12†  | США Схід | МЕК 3    | БРА 5    | АБУ 13   |          |          |        |        |          | 5     | 136  |
| 2016     | Williams Martini Racing          | Williams FW38                      | Mercedes PU106C Hybrid 1.6 V6 t      | АВС 8  | БАХ 9    | КИТ 10   | РОС 4    | ІСП 5    | МОН 12   | КАН 3  | ЄВР 6    | АВТ 9    | ВЕЛ 14   | УГО 9    | НІМ 9    | БЕЛ 8    | ІТА 6    | СІН Схід | МАЛ 5    | ЯПО 10   | США 16   | МЕК 8    | БРА 11   | АБУ Схід |        |        |          | 8     | 85   |
| 2017     | Mercedes-AMG Petronas Motorsport | Mercedes AMG F1 W08 EQ Power+      | Mercedes M08 EQ Power+ 1.6 V6 t      | АВС 3  | КИТ 6    | БАХ 3    | РОС 1    | ІСП Схід | МОН 4    | КАН 2  | АЗЕ 2    | АВТ 1    | ВЕЛ 2    | УГО 3    | БЕЛ 5    | ІТА 2    | СІН 3    | МАЛ 5    | ЯПО 4    | США 5    | МЕК 2    | БРА 2    | АБУ 1    |          |        |        |          | 3     | 305  |
| 2018     | Mercedes-AMG Petronas Motorsport | Mercedes AMG F1 W09 EQ Power+      | Mercedes M09 EQ Power+ 1.6 V6 t      | АВС 8  | БАХ 2    | КИТ 2    | АЗЕ 14†  | ІСП 2    | МОН 5    | КАН 2  | ФРА 7    | АВТ Схід | ВЕЛ 4    | НІМ 2    | УГО 5    | БЕЛ 4    | ІТА 3    | СІН 4    | РОС 2    | ЯПО 2    | США 5    | МЕК 5    | БРА 5    | АБУ 5    |        |        |          | 5     | 247  |
| 2019     | Mercedes-AMG Petronas Motorsport | Mercedes AMG F1 W10 EQ Power+      | Mercedes M10 EQ Power+ 1.6 V6 t      | АВС 1  | БАХ 2    | КИТ 2    | АЗЕ 1    | ІСП 2    | МОН 3    | КАН 4  | ФРА 2    | АВТ 3    | ВЕЛ 2    | НІМ Схід | УГО 8    | БЕЛ 3    | ІТА 2    | СІН 5    | РОС 2    | ЯПО 1    | МЕК 3    | США 1    | БРА Схід | АБУ 4    |        |        |          | 2     | 326  |
| 2020     | Mercedes-AMG Petronas Motorsport | Mercedes AMG F1 W11 EQ Performance | Mercedes M11 EQ Performance 1.6 V6 t | АВТ 1  | ШТИ 2    | УГО 3    | ВЕЛ 11   | 70 3     | ІСП 3    | БЕЛ 2  | ІТА 5    | ТОС 2    | РОС 1    | АЙФ Схід | ПОР 2    | ЕМІ 2    | ТУР 14   | БАХ 8    | САХ 8    | АБУ 2    |          |          |          |          |        |        |          | 2     | 223  |
| 2021     | Mercedes-AMG Petronas Motorsport | Mercedes F1 W12 E Performance      | Mercedes M12 EQ Performance 1.6 V6 t | БАХ 3  | ЕМІ Схід | ПОР 3    | ІСП 3    | МОН Схід | АЗЕ 12   | ФРА 4  | ШТИ 3    | АВТ 2    | ВЕЛ 3    | УГО Схід | БЕЛ 12   | НІД 3    | ІТА 3    | РОС 5    | ТУР 1    | США 6    | МЕХ 15   | САП 3    | КАТ Схід | САУ 3    | АБУ 6  |        |          | 3     | 226  |
| 2022     | Alfa Romeo F1 Team Orlen         | Alfa Romeo C42                     | Ferrari 066/7 1.6 V6 t               | БАХ 6  | САУ Схід | АВС 8    | ЕМІ 57   | МАЯ 7    | ІСП 6    | МОН 9  | АЗЕ 11   | КАН 7    | ВЕЛ Схід | АВТ 11   | ФРА 14   | УГО · 20 | БЕЛ Схід | НІД Схід | ІТА 13   | СІН 11   | ЯПО 15   | США Схід | МЕХ 10   | САП 9    | АБУ 15 |        |          | 10    | 49   |
| 2023     | Alfa Romeo F1 Team Stake         | Alfa Romeo C43                     | Ferrari 066/10 1.6 V6 t              | БАХ 8  | САУ 18   | АВС 11   | АЗЕ 18   | МАЯ 13   | МОН 11   | ІСП 19 | КАН 10   | АВТ 15   | ВЕЛ 12   | УГО 12   | БЕЛ 12   | НІД 14   | ІТА 10   | СІН Схід | ЯПО Схід | КАТ 8    | США 12   | МЕХ 14   | САП Схід | ЛВГ 17   | АБУ 19 |        |          | 15    | 10   |
| 2024     | Stake F1 Team Kick Sauber        | Kick Sauber C44                    | Ferrari 066/12 1.6 V6 t              | БАХ 19 | САУ 17   | АВС 14   | ЯПО 14   | КИТ Схід | МАЯ 16   | ЕМІ 18 | МОН 13   | КАН 13   | ІСП 16   | АВТ 16   | ВЕЛ 15   | УГО 16   | БЕЛ 15   | НІД 19   | ІТА 16   | АЗЕ 16   | СІН 16   | США 17   | МЕХ 14   | САП 13   | ЛВГ 18 | КАТ 11 | АБУ Схід | 22*   | 0*   |
| Джерело: |                                  |                                    |                                      |        |          |          |          |          |          |        |          |          |          |          |          |          |          |          |          |          |          |          |          |          |        |        |          |       |      |

* Сезон триває.

† Не фінішував на Гран-прі, але був класифікований, оскільки подолав понад 90 % дистанції.